# La Clusaz
La Clusaz är en ort och kommun i Frankrike, belägen i departementet Haute-Savoie. Orten är vintersportort, och här har vintersportevenemang hållits sedan 1907. År 2022 hade La Clusaz 1 663 invånare.
1902 öppnades vägen som sammanbinder Annecy och Thônesdalen med och Aravisdalen, vilket gjorde det möjligt för La Clusaz att bli ett turistcenter för sommar- och vintersport.
1956 öppnades den första linbanan och den 18 juni 1969 klassades orten som vintersportområde och alpin klättring. Den första rodelbanan öppnades 1985, och den första snökanonen kom 1994.
1999 uppgick invånarna till 2 023 i antalet.

## Befolkningsutveckling
Antalet invånare i kommunen La Clusaz
| Referens: INSEE |